# Final da Copa Libertadores da América de 1995
A Final da Copa Libertadores da América de 1995 foi a decisão da 36° edição da Copa Libertadores da América. Foi disputado o título entre Grêmio, do Brasil e Atlético Nacional, da Colômbia nos dias 23 e 30 de agosto. Na primeira partida, disputada no Olímpico Monumental, em Porto Alegre, vitória do Grêmio por 3 a 1. Jogando fora de casa, de forma que precisaria de um empate, empatou por 1 a 1, no Atanasio Girardot, em Medellín, e obteve seu título com apenas duas derrotas em todo o campeonato.

## No Brasil
No Brasil os jogos foram transmitidos pela Rede Globo e Bandeirantes na TV aberta.

## Caminho até a final
Os finalistas classificaram-se diretamente para a segunda fase do torneio, a fase de grupos, sem necessidade de passar pela primeira, também conhecida como "pré-Libertadores", no Brasil ou "play-offs de la Copa", como é mais conhecida na América Latina.
| Pos. | Equipe      | Pts | J | V | E | D | GP | GC | SG  |
| ---- | ----------- | --- | - | - | - | - | -- | -- | --- |
| 1    | Palmeiras   | 13  | 6 | 4 | 1 | 1 | 15 | 5  | +10 |
| 2    | Grêmio      | 11  | 6 | 3 | 2 | 1 | 12 | 7  | +5  |
| 3    | Emelec      | 5   | 6 | 1 | 2 | 3 | 8  | 12 | –4  |
| 4    | El Nacional | 4   | 6 | 1 | 1 | 4 | 3  | 14 | –11 |

| Pos. | Equipe                | Pts | J | V | E | D | GP | GC | SG |
| ---- | --------------------- | --- | - | - | - | - | -- | -- | -- |
| 1    | Millonarios           | 10  | 6 | 3 | 1 | 2 | 11 | 8  | +3 |
| 2    | Atlético Nacional     | 9   | 6 | 2 | 3 | 1 | 5  | 4  | +1 |
| 3    | Universidad Católica¹ | 7   | 6 | 2 | 1 | 3 | 10 | 14 | –4 |
| 4    | Universidad de Chile¹ | 7   | 6 | 2 | 1 | 3 | 10 | 14 | –4 |

Legenda: (C) Casa; (F) Fora.

## Partidas

### Jogo de ida
| 23 de agosto | Grêmio                                            | 3 — 1 | Atlético Nacional | Estádio Olímpico, Porto Alegre             |
|              | Marulanda 35' (gc) · Jardel 43' · Paulo Nunes 55' |       | Ángel 72'         | Público: 54 257 Árbitro: EQU Alfredo Rojas |

| Grêmio | Atl. Nacional |

| GRÊMIO:             |    |                    |  |     |
|                     |    |                    |  |     |
| GO                  | 1  | Danrlei            |  |     |
| LD                  | 2  | Francisco Arce     |  |     |
| ZA                  | 24 | Catalino Rivarola  |  |     |
| ZA                  | 4  | Adílson Batista    |  |     |
| LE                  | 6  | Roger              |  |     |
| VO                  | 5  | Dinho              |  |     |
| VO                  | 8  | Luís Carlos Goiano |  |     |
| MC                  | 19 | Arílson            |  | 55' |
| MC                  | 11 | Carlos Miguel      |  |     |
| AT                  | 7  | Paulo Nunes        |  | 41' |
| AT                  | 16 | Jardel             |  |     |
| Substituições:      |    |                    |  |     |
| MC                  | 3  | Alexandre Gaúcho   |  | 88' |
| AT                  | 10 | Nildo              |  | 84' |
| Treinador:          |    |                    |  |     |
| Luiz Felipe Scolari |    |                    |  |     |

| ATLÉTICO NACIONAL: |    |                  |  |     |
|                    |    |                  |  |     |
| GO                 | 1  | Higuita          |  |     |
| LD                 | 3  | Santa            |  |     |
| MC                 | 19 | Víctor Marulanda |  |     |
| ZA                 | 13 | Foranda          |  |     |
| LE                 | 17 | Mosquera         |  |     |
| VO                 | 22 | Gutiérrez        |  |     |
| MC                 | 10 | Serna            |  |     |
| MC                 | 14 | Pabón            |  |     |
| MC                 | 8  | Garcia           |  |     |
| AT                 | 21 | Ángel            |  |     |
| AT                 | 18 | Arango           |  | 72' |
| Substituições:     |    |                  |  |     |
| AT                 | 2  | William Matamba  |  | 72' |
| Treinador:         |    |                  |  |     |
| Juan Jose Pelaez   |    |                  |  |     |

| Assistentes: Roger Zambrano Jorge Ceballos Quarto árbitro: Alfredo Hojas |

### Jogo de volta
| 30 de agosto | Atlético Nacional | 1 — 1 | Grêmio          | Estádio Atanasio Girardot, Medellín              |
|              | Aristizábal 12'   |       | Dinho 85' (pen) | Público: 52,000 Árbitro: CHI Salvador Imperatore |

| Atl. Nacional | Grêmio |

| ATLÉTICO NACIONAL: |    |                    |  |     |
|                    |    |                    |  |     |
| GO                 | 1  | Higuita            |  |     |
| LD                 | 3  | Santa              |  | 80' |
| MC                 | 19 | Víctor Marulanda   |  |     |
| ZA                 | 13 | Foranda            |  |     |
| LE                 | 17 | Mosquera           |  |     |
| VO                 | 22 | Gutiérrez          |  |     |
| VO                 | 10 | Serna              |  |     |
| MC                 | 18 | Arango             |  |     |
| MC                 | 8  | Garcia             |  |     |
| AT                 | 21 | Angel              |  |     |
| AT                 | 9  | Víctor Aristizábal |  | 72' |
| Substituições:     |    |                    |  |     |
| MC                 | 5  | Herrera            |  | 80' |
| ZA                 | 6  | Matamba            |  | 72' |
| Treinador:         |    |                    |  |     |
| Juan Jose Pelaez   |    |                    |  |     |

| GRÊMIO:             |    |                    |  |                                   |
|                     |    |                    |  |                                   |
| GO                  | 1  | Danrlei            |  |                                   |
| LD                  | 2  | Francisco Arce     |  |                                   |
| ZA                  | 24 | Catalino Rivarola  |  |                                   |
| ZA                  | 4  | Adílson Batista    |  | 20'                               |
| LE                  | 6  | Roger              |  |                                   |
| VO                  | 5  | Dinho              |  |                                   |
| VO                  | 8  | Luís Carlos Goiano |  | Penalizado · Penalizado · Expulso |
| MC                  | 19 | Arílson            |  |                                   |
| MC                  | 11 | Carlos Miguel      |  |                                   |
| AT                  | 7  | Paulo Nunes        |  | 87'                               |
| AT                  | 16 | Jardel             |  | 30'                               |
| Substituições:      |    |                    |  |                                   |
| ZA                  | 3  | Luciano Dias       |  | 20'                               |
| AT                  | 10 | Nildo              |  | 30'                               |
| MC                  | 15 | Alexandre          |  | 87'                               |
| Treinador:          |    |                    |  |                                   |
| Luiz Felipe Scolari |    |                    |  |                                   |

| Assistentes: Mario Maldonado Mario Sanchéz Quarto árbitro: Salvador Imperatore |